# 黑腹军舰鸟
黑腹军舰鸟（学名：Fregata minor）是一種大型海鳥，为军舰鸟科军舰鸟属的鸟类，又名军舰鸟、小軍艦鳥、大军舰鸟。
分布于印度洋和太平洋的热带和亞熱帶海域以及周遭陸域，也有小群體分布於大西洋西南部。可見於中国大陆沿海的广东至江苏，偶见于河北。曾於台湾出現。
在熱帶太平洋如夏威夷和加拉帕戈斯群島有主要的築巢族群；在印度洋上，聚落可以在塞席爾（在阿爾達布拉環礁和阿里德島）和模里西斯找到，而在南大西洋上有一個微小的族群，主要在聖赫勒拿島及其周圍和水手長鳥島（阿森松島）上。该物种的模式产地在印度洋东部。
黑腹軍艦鳥是一種體型輕盈的大型海鳥，身長可達105公分，主要有黑色的羽毛。該物種表現出兩性異形；雌鳥比雄鳥大，並且有白色的喉部和胸部，雄鳥的肩羽有紫綠色的光澤。在繁殖季節，雄鳥能夠膨脹其顯眼的紅色喉囊。該物種以從海面上空飛行時捕捉的魚（主要是飛魚）為食，並且比其他軍艦鳥更少從事盜食寄生。它們在離其繁殖聚落或棲息區80公里（50英里）範圍內的遠洋水域中覓食。

## 分类及命名
黑腹軍艦鳥由德國博物學家約翰·弗里德里希·格梅林於1789年在他修訂和擴展的卡爾·林奈的Systema Naturae中正式描述。他將其置於屬Pelecanus中，並創造了雙名Pelecanus minor。格梅林的描述基於1785年英國鳥類學家約翰·萊瑟姆在他的著作A General Synopsis of Birds中描述的“次級軍艦鵜鶘”。萊瑟姆又主要基於英國博物學家喬治·愛德華茲在1760年描述和繪製的“軍艦鳥”。現在黑腹軍艦鳥是由五種密切相關的軍艦鳥組成的一個屬（Fregata）和科（軍艦鳥科）中的一種。它在這個組合中最親近的親屬是白腹軍艦鳥（Fregata andrewsi）。由於分類規則，minor的種名被保留了下來。這導致了minor（拉丁文中意為“較小”）與其通用名之間的差異。
其种加词“minor”意为“较小的”，而英文名则为「Great frigatebird」，因故其同时拥有「大军舰鸟」和「小军舰鸟」两个相反的中文名，而「小军舰鸟」又可以指白斑军舰鸟，为免歧义，本文采用黑腹军舰鸟一名指称之。
在晚更新世，在瓦胡島的烏盧帕頭發現了黑腹軍艦鳥化石化的翅膀指骨和近端肱骨（與現存的黑腹軍艦鳥無法區分）。

### 亞種
通常認為有五個亞種：
- F. m. aldabrensis Mathews，1914年。[9] 西印度洋（阿爾達布拉環礁，葛摩，歐羅巴島）
- F. m. minor（J. F. 格梅林，1789年）。[3] 中央和東印度洋至南中國海西沙群岛。[14]
- F. m. palmerstoni（J. F. 格梅林，1789年）。[3] 西部和中部太平洋（加羅林島，馬紹爾群島，夏威夷群島，帕邁拉環礁，菲尼克斯群島，萊恩群島包括聖誕島，馬克薩斯群島，土阿莫土群島，社會群島，皮特凱恩群島和薩拉戈麥斯島）
- F. m. ridgwayi Mathews，1914年。[9] 東太平洋（雷維利亞希赫多群島，科科斯（基林）群島，加拉帕戈斯群島）
- F. m. nicolli Mathews，1914年。[9] 南大西洋（特林達迪和馬丁瓦斯群島）

## 描述

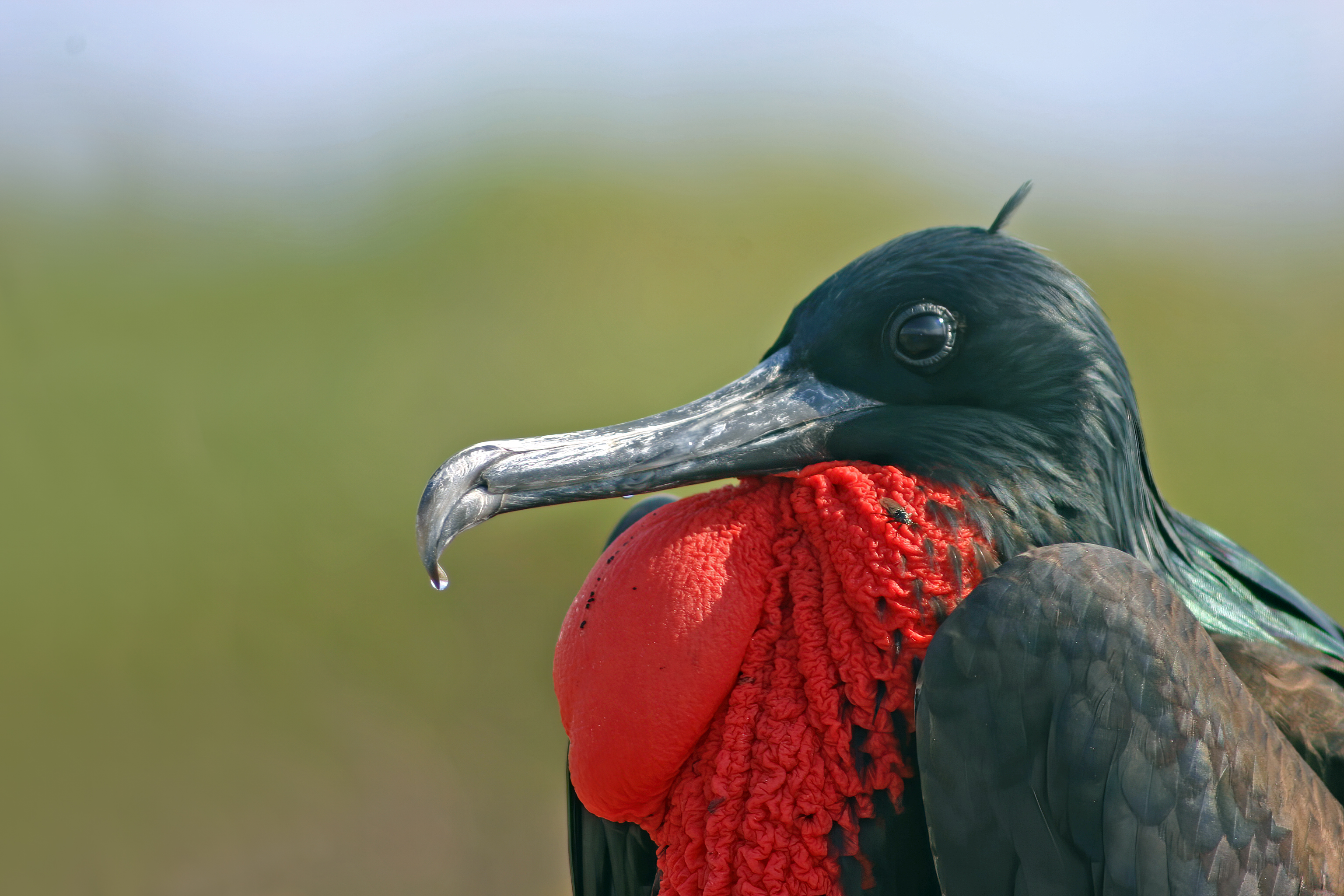
雄性，正在展示喉囊上有羽毛

黑腹軍艦鳥的長度為85至105 cm（33至41英寸），翼展為205—230 cm（81—91英寸）。 雄性黑腹軍艦鳥比雌性小，但變異程度隨地理位置而異。 雄鳥重1,000—1,450 g（2.20—3.20磅），而較重的雌鳥重1,215—1,590 g（2.679—3.505磅）。喙宽度约25.6毫米，喙厚度约21.8毫米，跗蹠长约19.6毫米，尾长约396.5毫米。

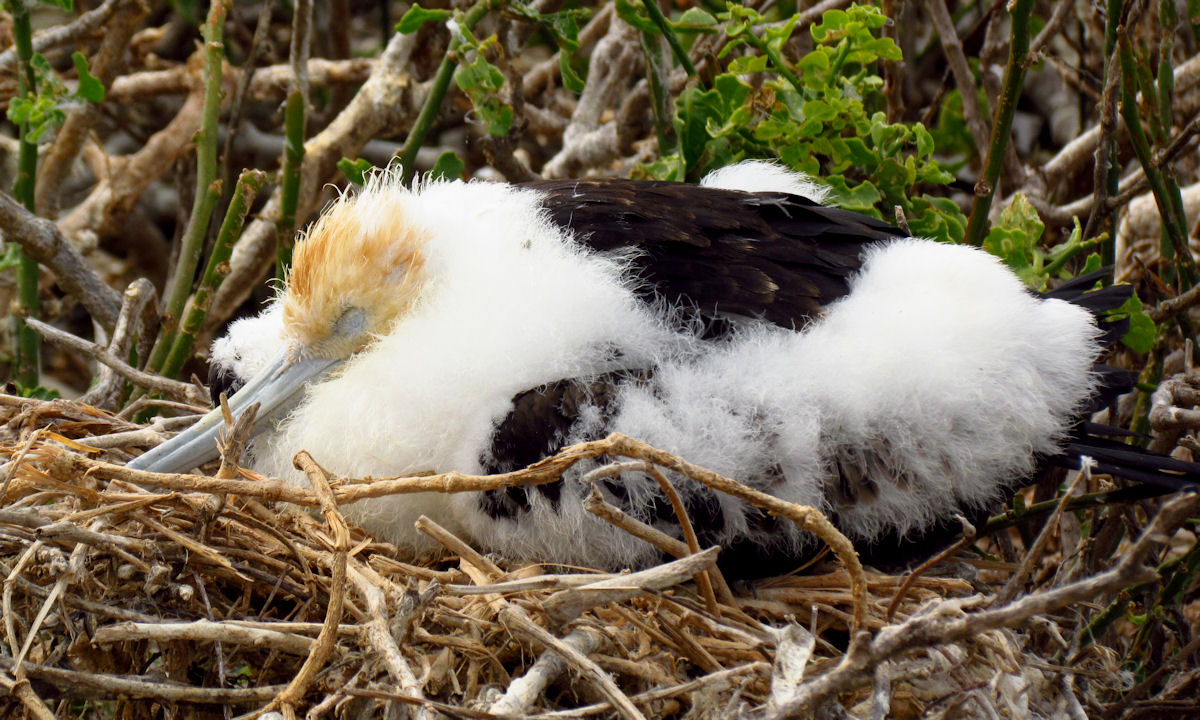
雛鳥，赫諾韋薩島，厄瓜多

軍艦鳥有長而窄的尖翅和長而窄的深叉尾。它們具有最高的翼面積與體重比和最低的翼負荷。據推測，這使得該鳥種能夠利用熱帶氣溫和水溫之間微小差異所產生的海洋熱氣流。雄性的羽毛是黑色的，肩羽在反射陽光時具有綠色的光澤。雌鳥是黑色的，喉部和胸部是白色的，並有一個紅色的眼圈。幼鳥是黑色的，臉、頭和喉部帶有銹色的白色。

## 分佈與棲地
黑腹軍艦鳥分佈廣泛，遍布世界的熱帶海洋。夏威夷是它們在太平洋北部範圍的最北端，大約有10,000對主要在西北夏威夷群島築巢。在中部和南太平洋，從威克島到加拉帕戈斯群島到新喀里多尼亞的大多數島嶼群體中都有其聚落，少數配對成鳥在澳大利亞擁有的珊瑚海島嶼上築巢。在印度洋的眾多島嶼上也有其聚落，最著名的包括塞舌爾的阿爾達布拉環礁和阿里德島，聖誕島，馬爾地夫和模里西斯。大西洋的族群非常小，僅限於阿森松島、聖赫勒拿島和巴西的特林達迪和馬丁瓦斯群島。
黑腹軍艦鳥在其範圍內進行定期遷徙，既有規律性的旅行，也有較不頻繁的廣泛分散。在法艦環礁的燕鷗島上帶有翼標的黑腹軍艦鳥被發現經常飛行至約翰斯頓環礁（873公里），其中一隻在菲律賓的奎松市被報導發現。 一隻雄性黑腹軍艦鳥從莫桑比克海峽的歐羅巴島遷移到4,400公里外的馬爾地夫，在那裡它在豐富的漁場上捕食了四個月。 儘管它們的分布範圍廣泛，但該種也會表現出歸巢性，即使它們飛往其他聚落，仍會在其出生的繁殖聚落繁殖。

## 行為

### 覓食

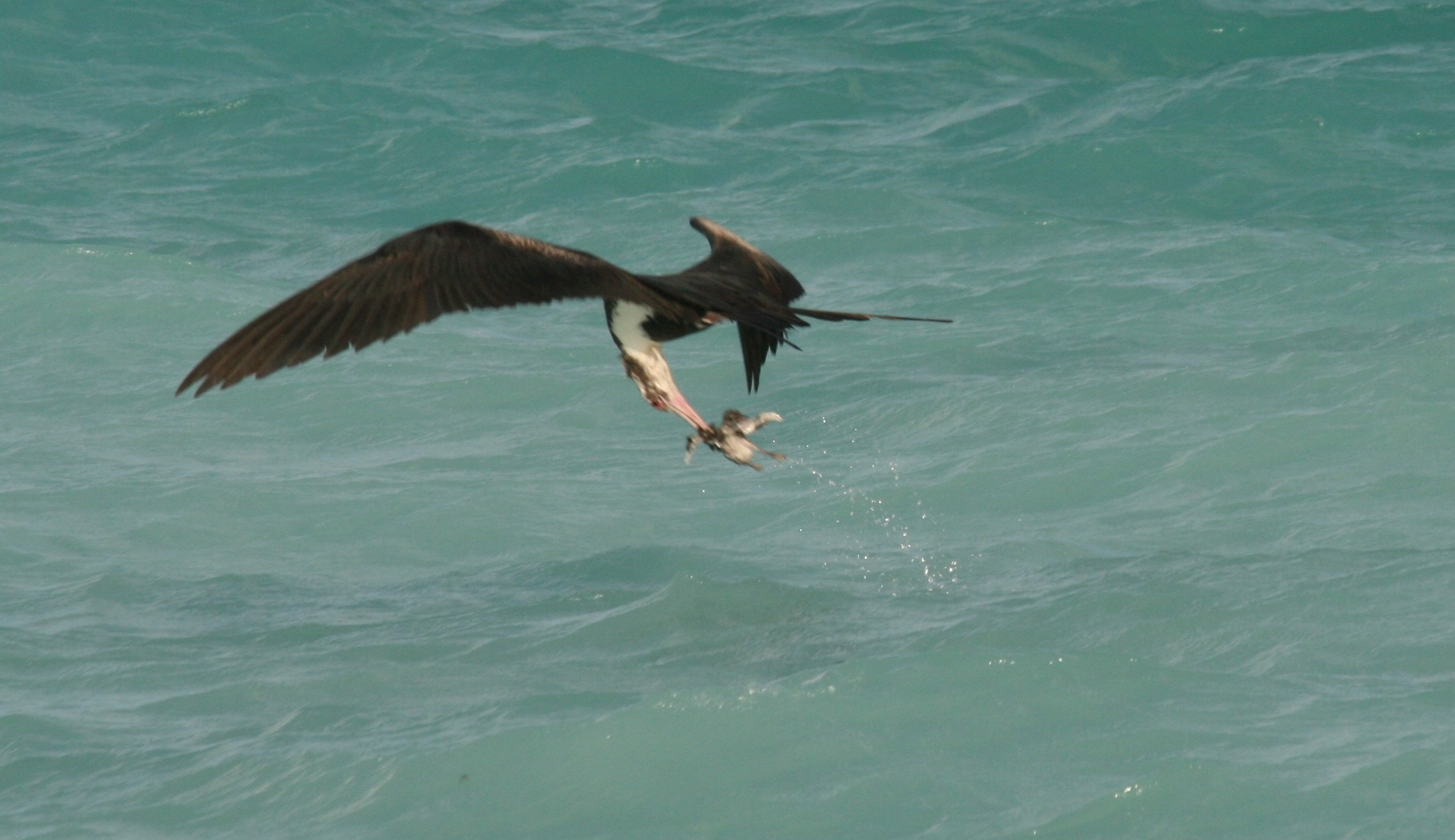
一隻黑腹軍艦鳥亞成鳥在水面上搶奪另一隻鳥掉落的烏領燕鷗雛鳥

黑腹軍艦鳥在距離繁殖聚落或棲息區80公里（50英里）範圍內的遠洋水域中覓食。飛魚（科飛魚科）是黑腹軍艦鳥飲食中最常見的項目；其他魚類和魷魚也會被食用。獵物是在飛行中抓取的，無論是從水面下方還是從飛出水面的飛魚中抓取。黑腹軍艦鳥會利用捕食性金槍魚或海豚群體將魚群推向水面的機會。 與所有軍艦鳥一樣，它們不會在水面上停留，如果不小心掉落水面通常無法再起飛。它們經常被發現在大型混合種群的鳥群中覓食，特別是與烏領燕鷗和楔尾鸌混群。
黑腹軍艦鳥也會在繁殖地獵食海鳥雛鳥，主要獵取烏領燕鷗、白額燕鷗、玄燕鷗、黑玄燕鷗甚至其他黑腹軍艦鳥的雛鳥。 研究顯示，只有雌性（成鳥和幼鳥）以這種方式狩獵，並且只有少數個體佔了大部分的獵殺行為。 黑腹軍艦鳥也會在沿海地區利用機會捕食海龜幼苗和來自商業漁業的魚屑。
黑腹軍艦鳥會嘗試盜食寄生，追趕其他築巢的海鳥（尤其是鰹鳥、熱帶鳥和漂泊信天翁），迫使它們吐出食物。這種行為被認為不是該物種飲食的重要組成部分，而是對通過狩獵獲得的食物的補充。一項對黑腹軍艦鳥從白腹鰹鳥偷食的研究估計，軍艦鳥最多只能獲得所需食物的40%，平均僅獲得5%。

### 繁殖

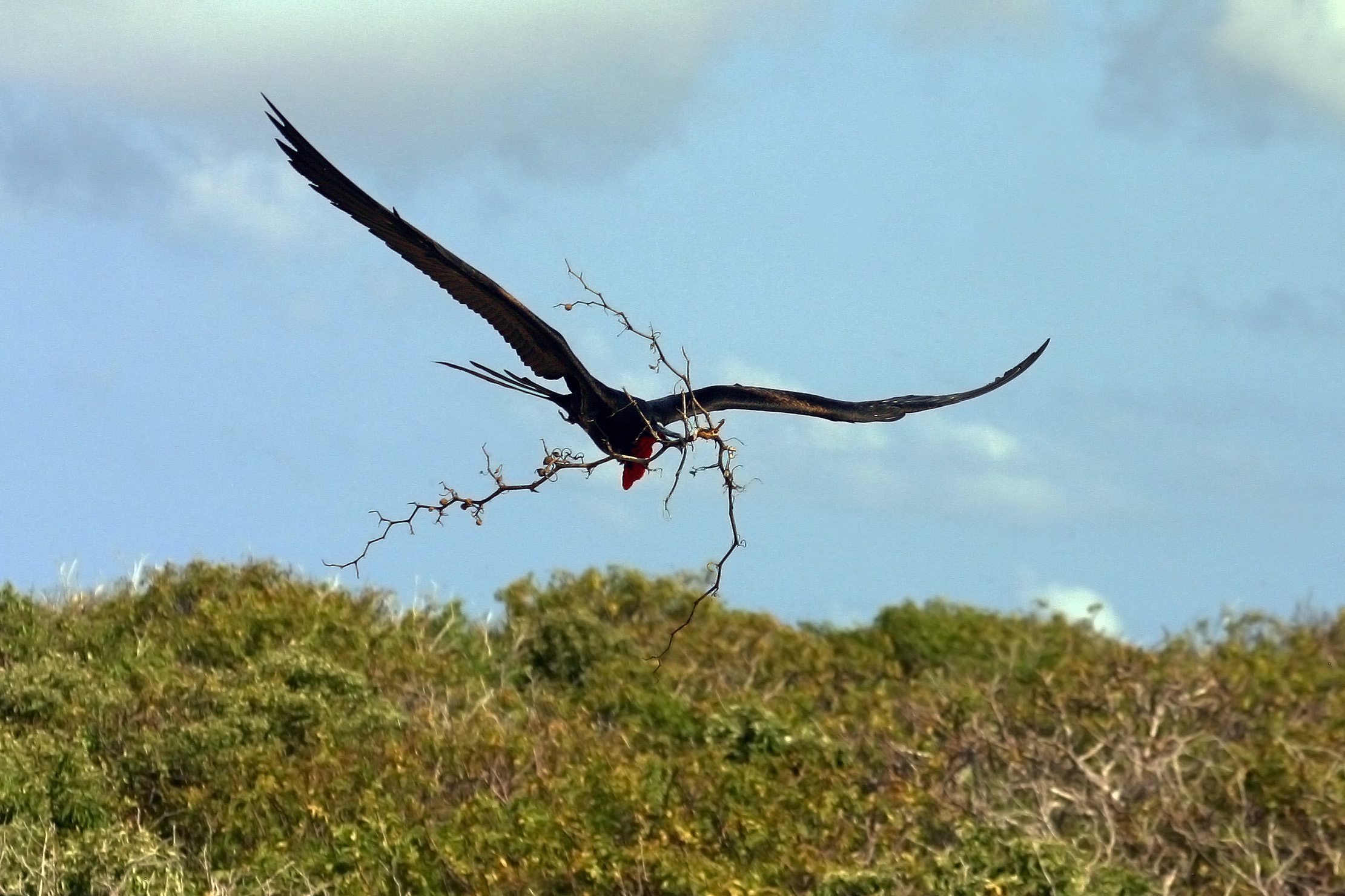
雄鳥收集築巢用樹枝

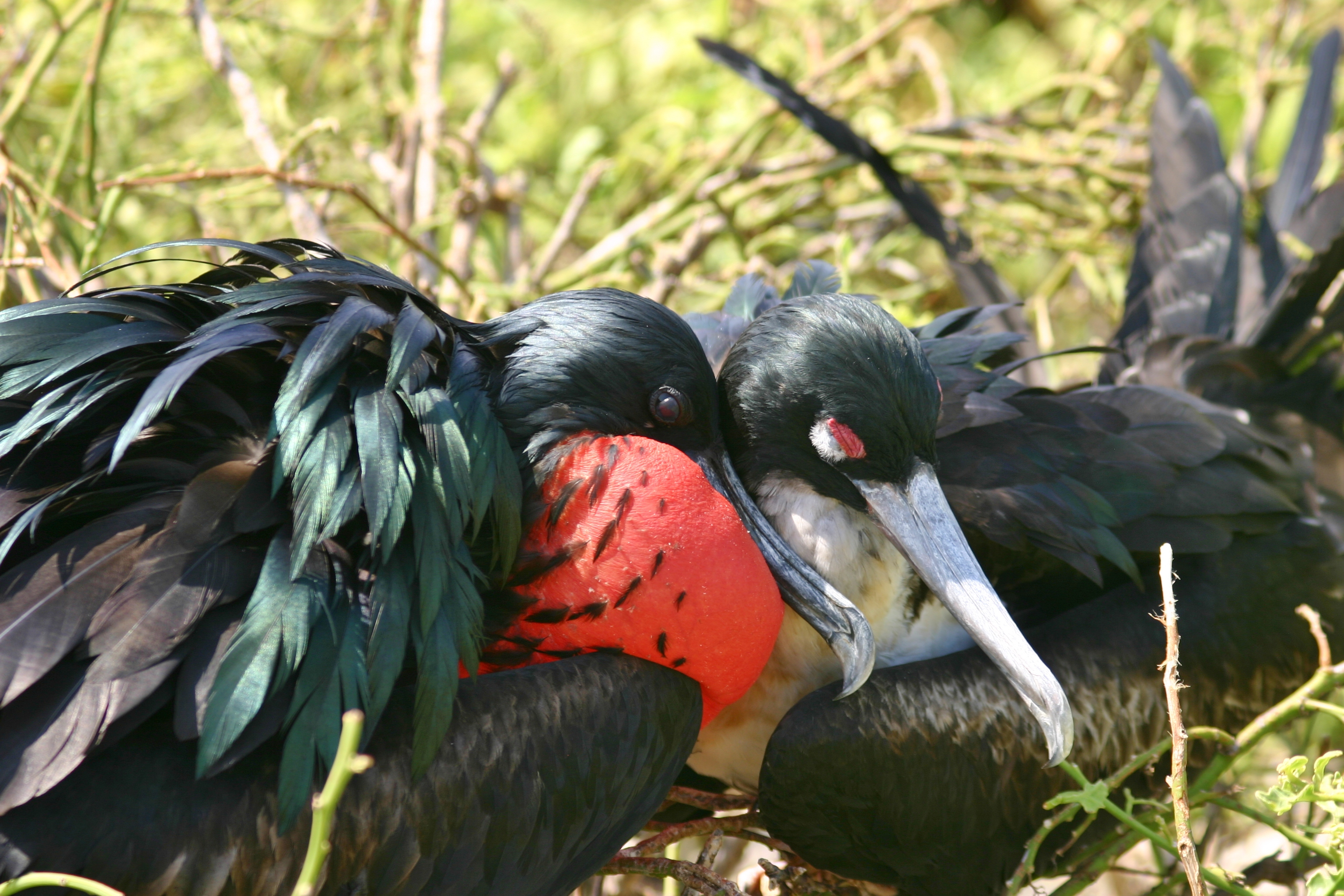
繁殖對

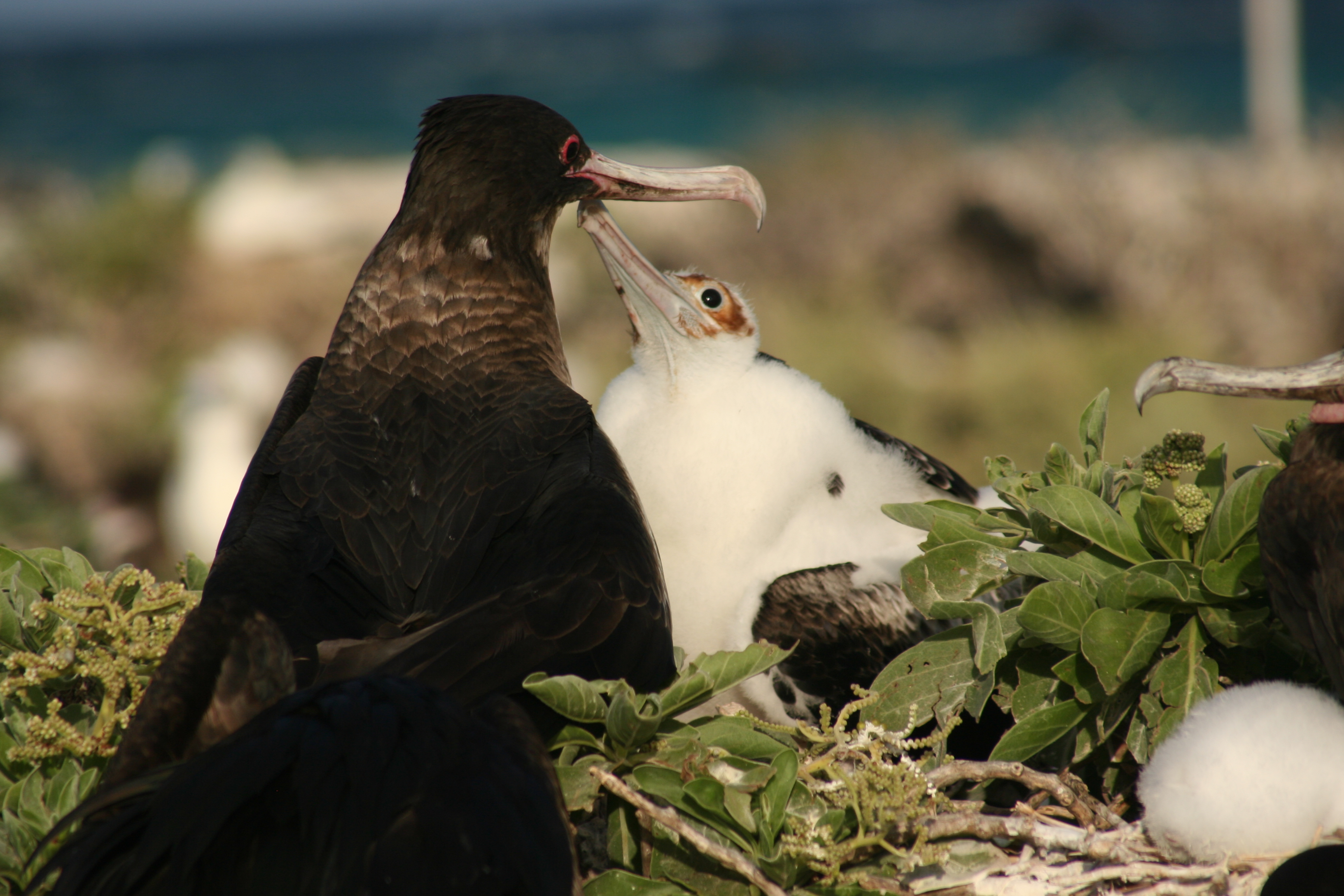
雛鳥對雌性親鳥的 乞食行為

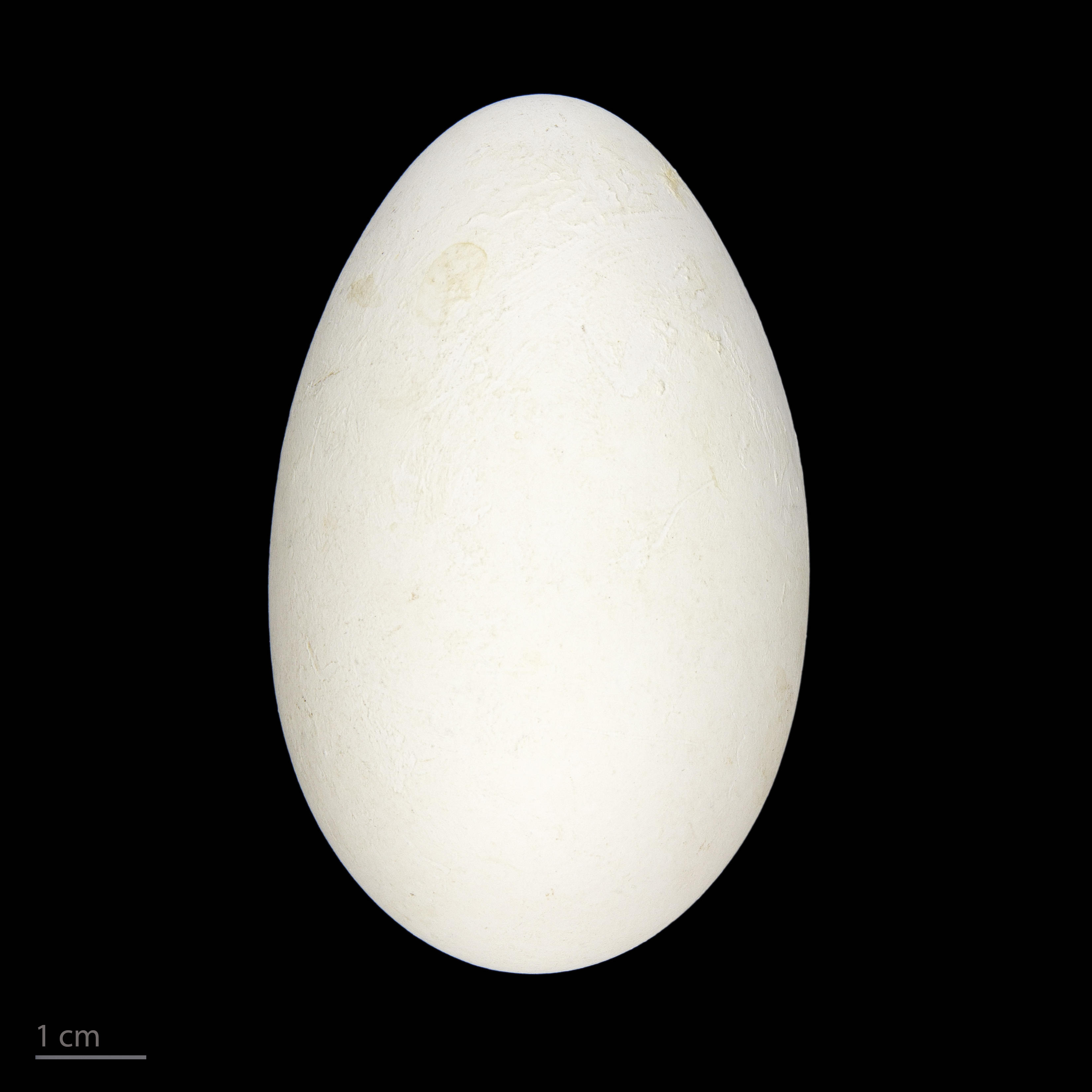
Fregata minor - 土魯斯博物館

黑腹軍艦鳥是季節性單配偶的，繁殖季節從交配到父母照顧結束可能需要兩年。這種鳥類是群居的，在多達數千對的群體中，會在灌木叢和樹上（如果沒有植被則在地面上）築巢。築巢的灌木叢通常與其他物種共享，尤其是紅腳鰹鳥和其他軍艦鳥物種。
兩性都有喉嚨上的一塊皮膚，即喉囊；雄性黑腹軍艦鳥的這塊皮膚是紅色的，能夠膨脹以吸引配偶。雄性成群地坐在灌木叢和樹上，並將空氣吹入其喉囊，20分鐘內使其膨脹成為一個驚人的紅色氣球。當雌鳥飛過頭頂時，雄鳥會左右搖晃頭部，抖動翅膀並發出叫聲。雌鳥在形成配對之前會觀察許多雄鳥群體。一旦形成配對，有時候會選擇展示地點，或者尋找另一個地點築巢；一旦確定築巢地點，雌雄將保衛其領土（從巢中可以到達的區域）不受其他軍艦鳥的侵犯。
一些配對可以在幾天內完成配對和築巢，而另一些配對可能需要幾週（最多四週）。雄鳥會從周圍的聚落和海洋表面收集鬆散的築築巢材料料（樹枝、藤蔓、浮木），並帶回巢址，由雌鳥築巢。築築巢材料料可能會從其他海鳥物種（如黑玄燕鷗的整個巢）中偷來，無論是從築巢地點搶來，還是從其他鳥類收集築築巢材料料時偷來。黑腹軍艦鳥的巢是用鬆散編織的樹枝搭建的巨大平台，很快就會被鳥糞覆蓋。在繁殖季節很少維護巢，巢可能在季末之前就崩解。
每個繁殖季節會產下一個單調的粉筆白色蛋，其長度為68 mm × 48 mm（2.7英寸 × 1.9英寸）。 如果蛋丟失，配對會破裂；雌鳥可能會獲得新配偶並在當年再次產卵。雌雄輪流孵蛋，每次輪班持續3-6天；輪班的長度因地點而異，雌鳥的輪班比雄鳥的長。孵蛋過程可能會消耗大量能量，鳥類在一次輪班中體重減少20-33%。
孵卵大約持續55天。黑腹軍艦鳥雛鳥在孵化前幾天開始叫喚，並用其蛋齒摩擦蛋殼。這些晚熟性雛鳥剛孵出時光禿無助，孵化後幾天內會伏地不動。雛鳥孵化後的兩週內會被覆蓋白色的絨毛，並在接下來的兩週內由父母一方守護。雛鳥孵化後每天會獲得多次餵食，長大後每一到兩天餵食一次。餵食是通過反芻進行的，雛鳥將其頭伸進成鳥的口中取食。
黑腹軍艦鳥的父母照顧時間很長。長出飛羽發生在四到六個月後，具體時間取決於海洋條件和食物供應。 羽毛豐滿後，雛鳥繼續接受父母照顧150到428天；軍艦鳥是所有鳥類中羽毛豐滿後父母照顧時間最長的。這段時間的長短取決於海洋條件，在壞年頭（特別是聖嬰現象年）這段時間更長。這些幼鳥的食物部分由它們自己獲得，部分由父母提供。幼鳥長出飛羽後也會進行遊戲；一隻鳥拾起一根樹枝，並被一隻或多隻其他幼鳥追趕。當雛鳥掉下樹枝時，追趕者會試圖在樹枝落入水中之前抓住它，然後遊戲重新開始。這種遊戲被認為對發展捕魚所需的空中技巧非常重要。
黑腹軍艦鳥需要很多年才能達到性成熟，並且只有在獲得完整的成鳥羽毛後才會繁殖。雌鳥在八到九歲時達到這一狀態，雄鳥在十到十一歲時達到這一狀態。 平均壽命未知，但被認為相對較長。根據2002年在夏威夷燕鷗島進行的一項研究，35隻帶環的黑腹軍艦鳥被重新捕獲。其中10隻年齡在37歲或以上，一隻至少44歲。

## 狀態
由於總體族群龐大且分佈範圍廣泛，國際自然保護聯盟將該物種列為無危。
在南大西洋，黑腹軍艦鳥（亞種F. m. nicolli）曾經在聖赫勒拿和特林達迪島繁殖。聖赫勒拿的族群在古代消失，僅從幾百年前的亞化石遺骸中得知其存在。 特林達迪群島是巴西軍事區的一部分，該地的人口僅由少數巴西海軍人員組成，這限制了鳥類學家進入的便利。曾經數量眾多的特林達迪主島上的繁殖鳥類已消失， 但在該群島的其他地方仍有少量存在。 主島曾經被森林覆蓋，但在被破壞後，引入的山羊過度放牧阻止了任何恢復。20世紀後半期的一系列根除計劃消滅了除家鼠以外的所有引入脊椎動物。1998年最終根除了嚴重威脅地面築巢鳥類的野貓。 在巴西，這是F. m. nicolli唯一存活的國家，黑腹軍艦鳥被認為處於極危狀態。

## Gallery

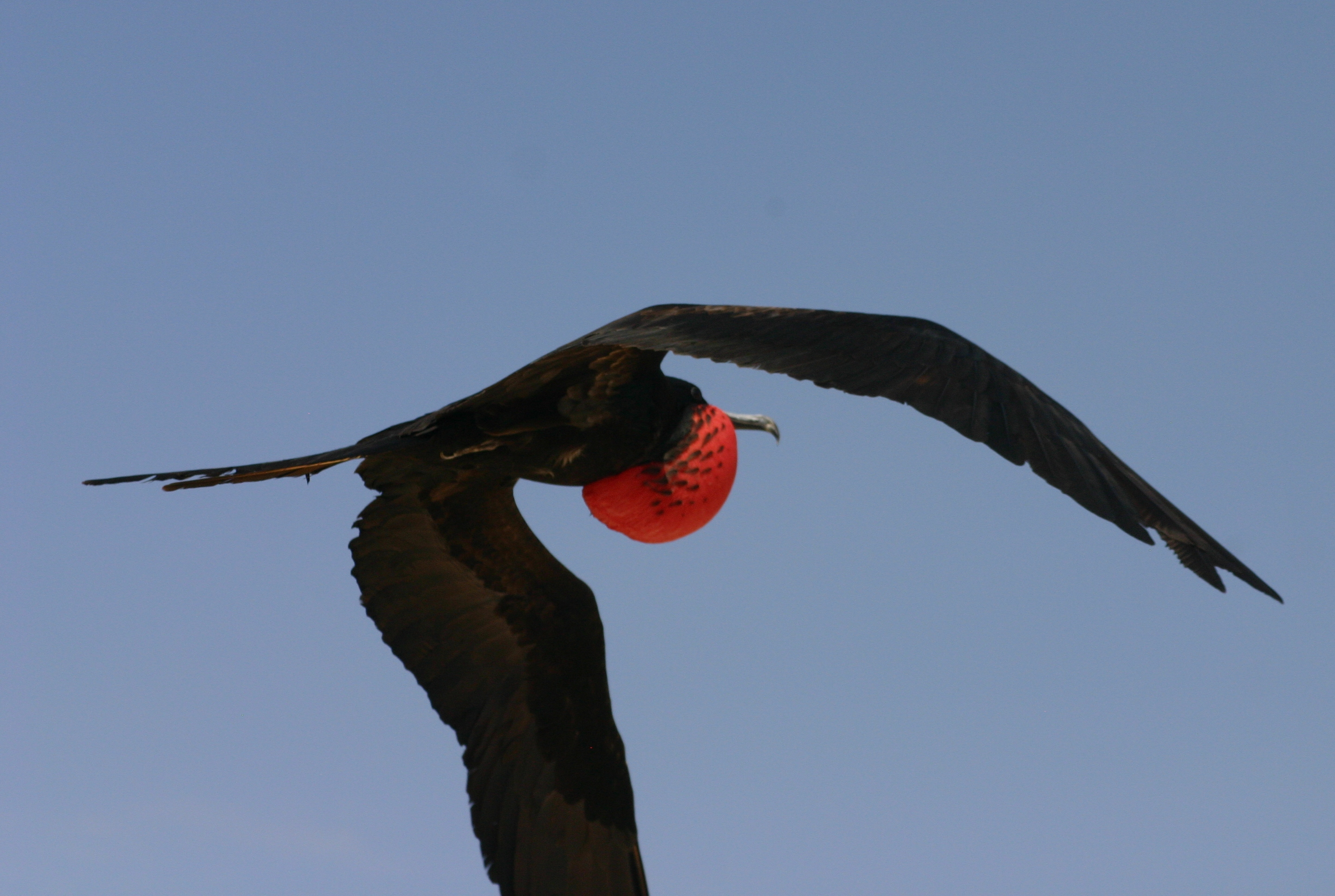
飛行中的雄鳥，加拉巴哥群島
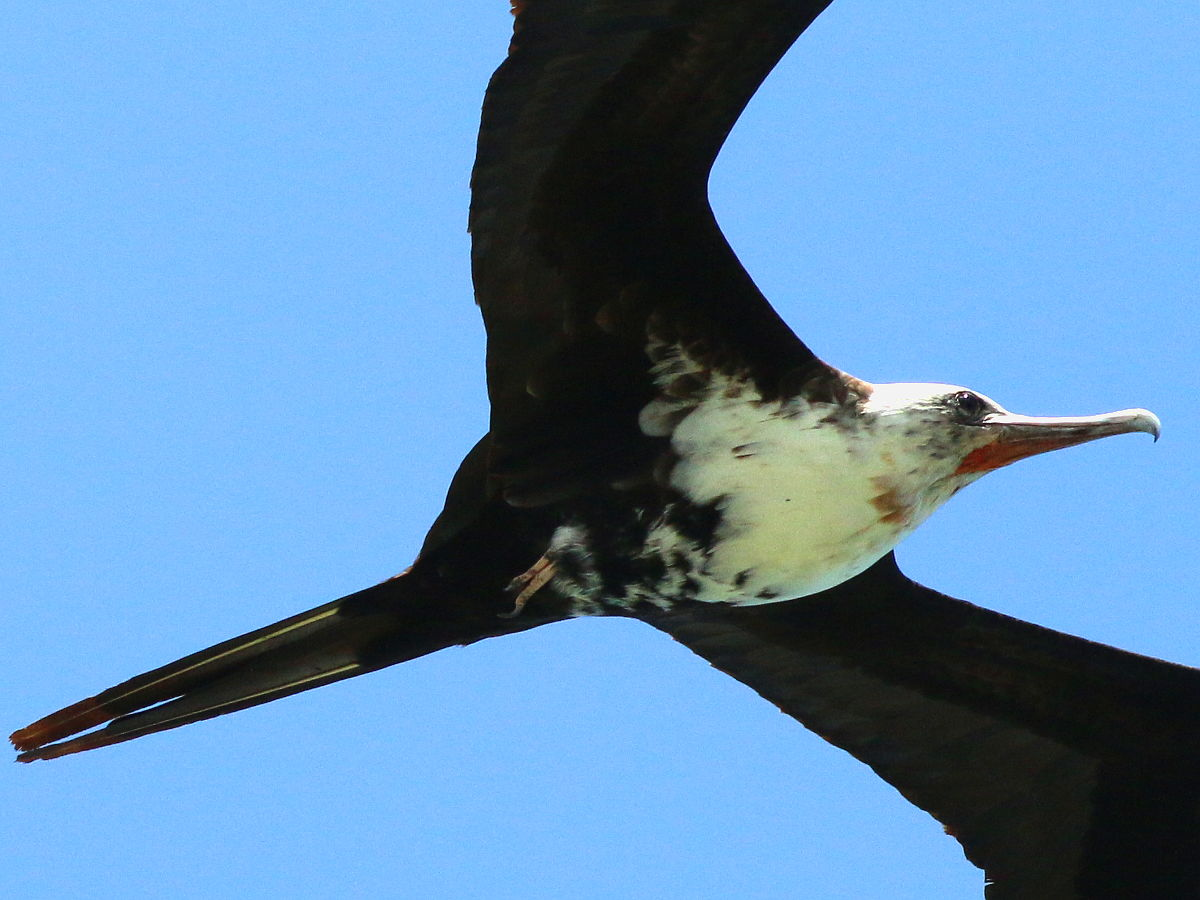
飛行中的亞成鳥
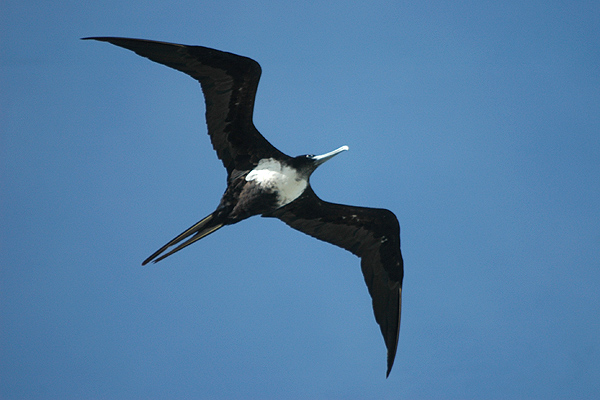
飛行中的雌鳥
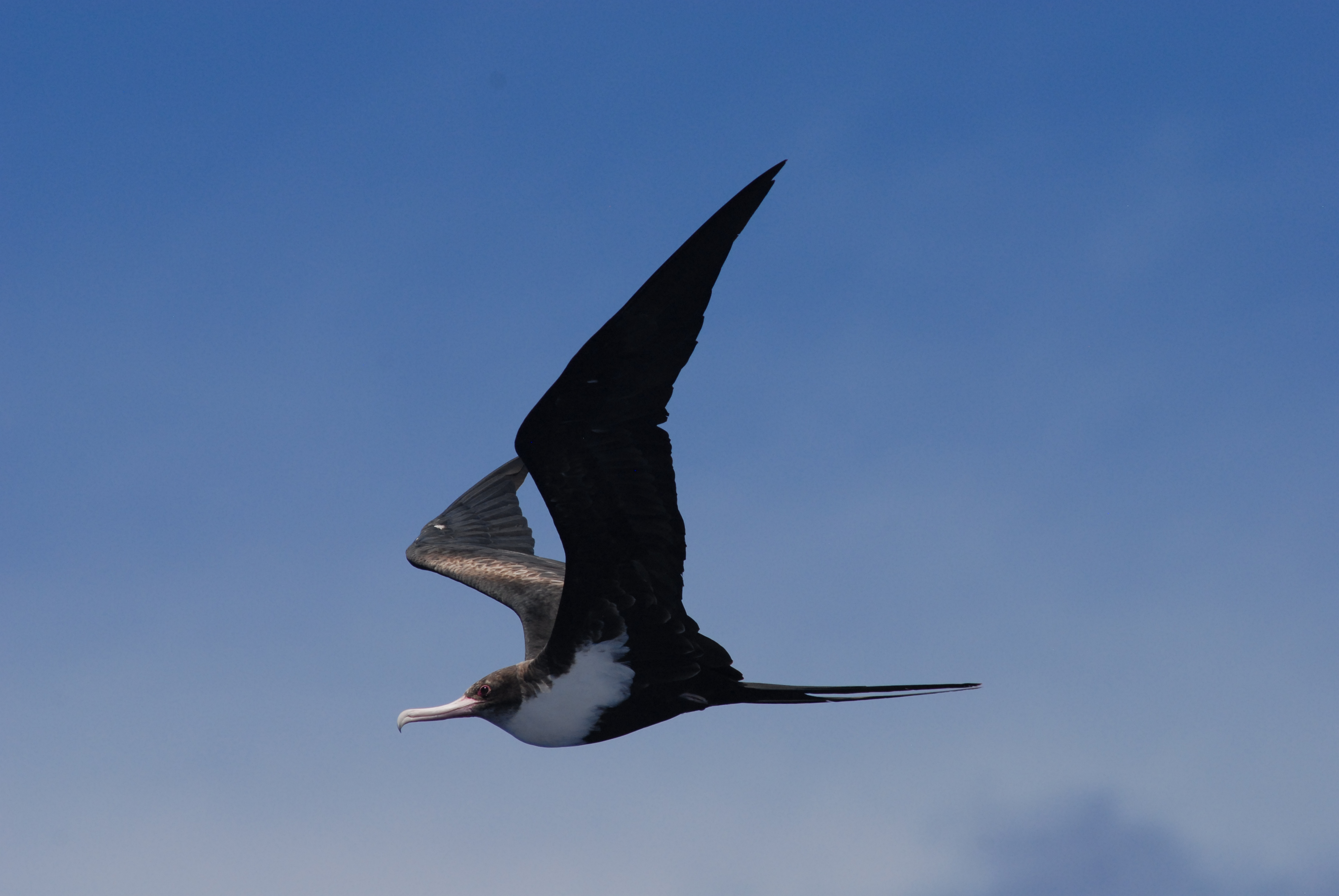
飛行中的雌鳥
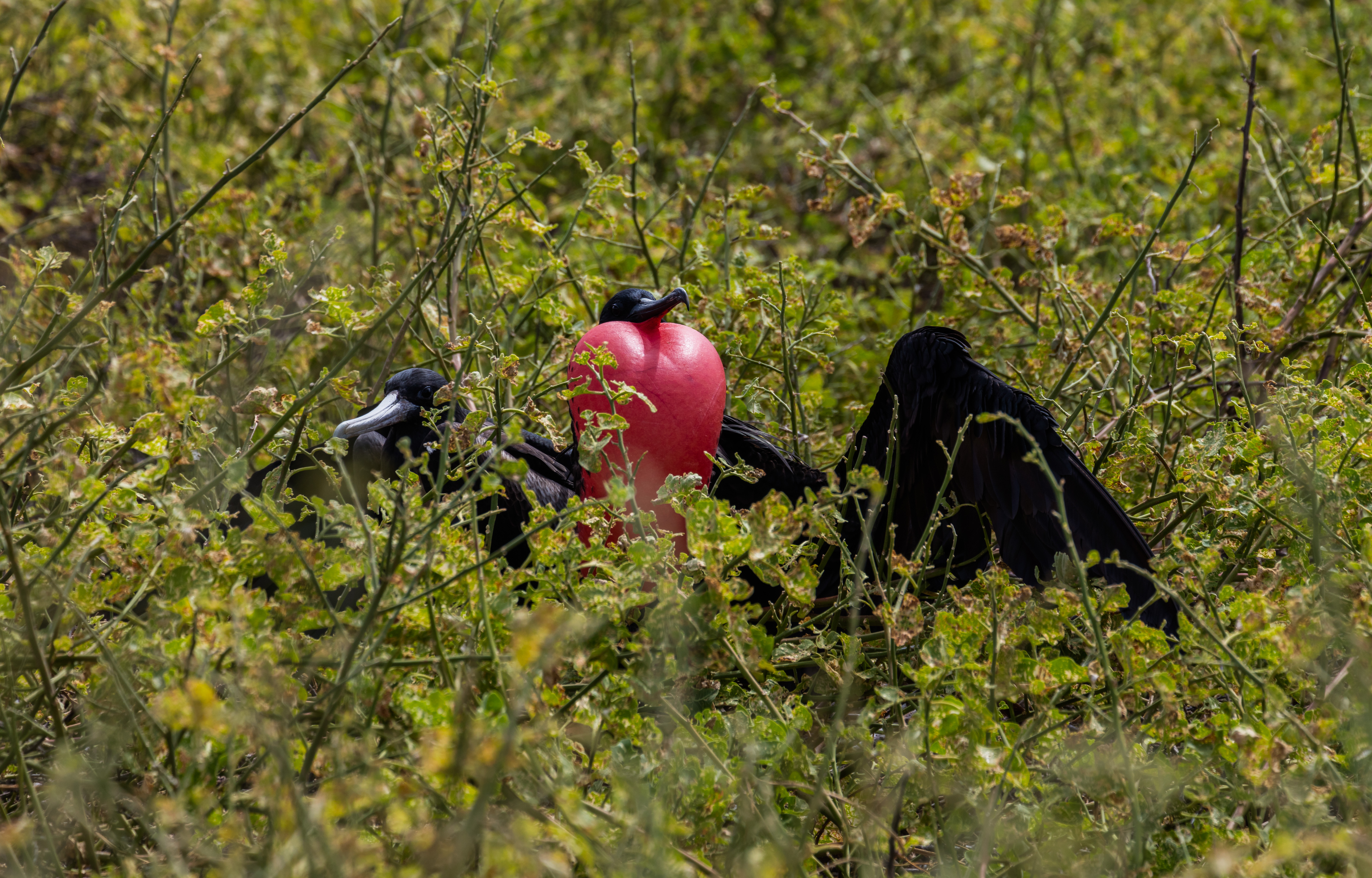
雄鳥, 加拉巴哥群島
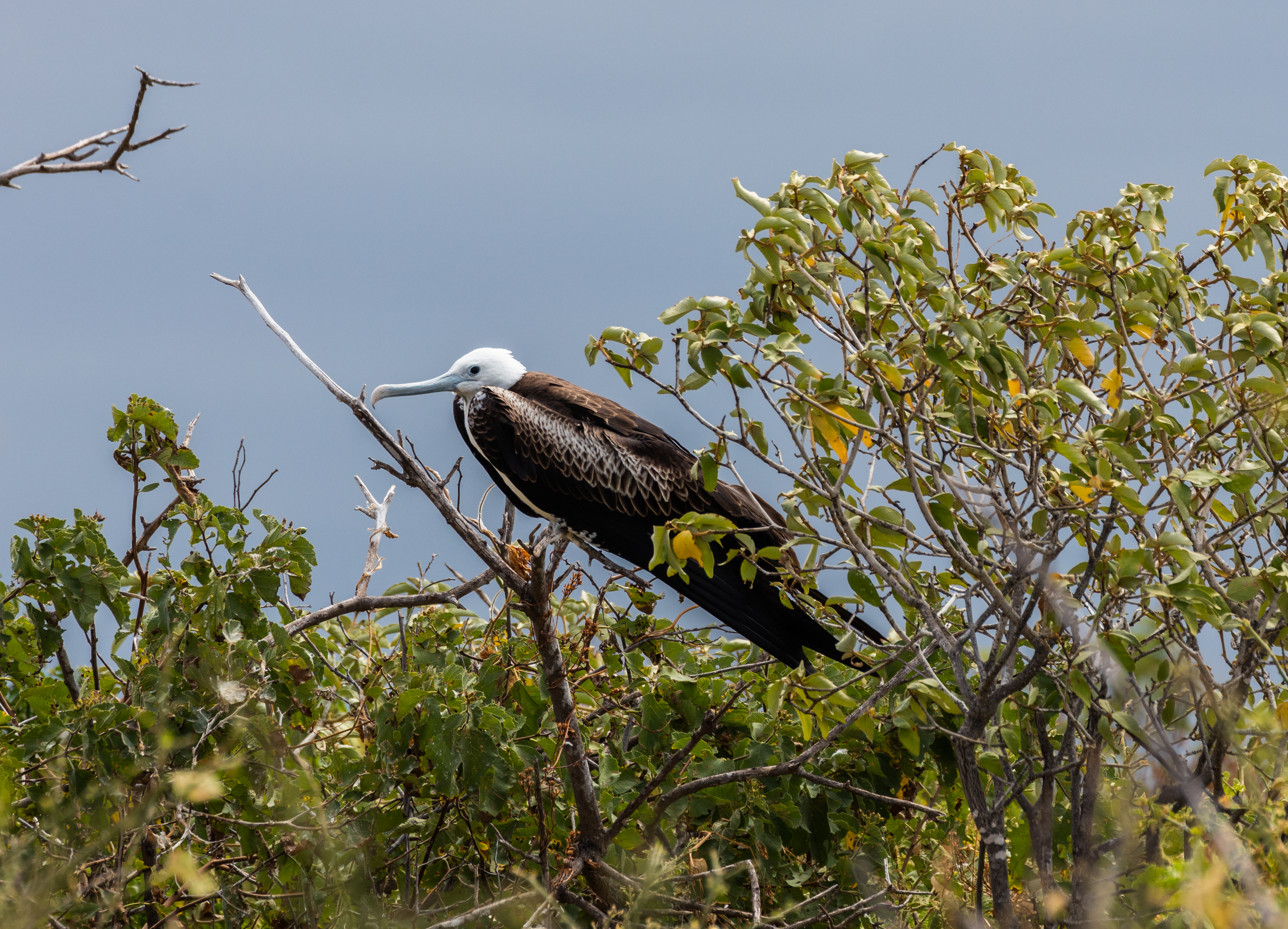
雌鳥, 加拉巴哥群島